# Praia de Iparana
Iparana é uma praia localizada no município de Caucaia, Ceará, que tem um bairro homônimo, longe das multidões e com acesso controlado, situada a cerca de 18 km de Fortaleza.
A Praia de Iparana é uma das praias da área natural, que inclui uma zona costeira de águas límpidas e pequenas baías, com mar calmo e quilômetros de areia fina e dourada, brisa fresca e em um espaço quase que deserto, muito procurada pelos visitantes pela facilidade de acesso.